# S̊

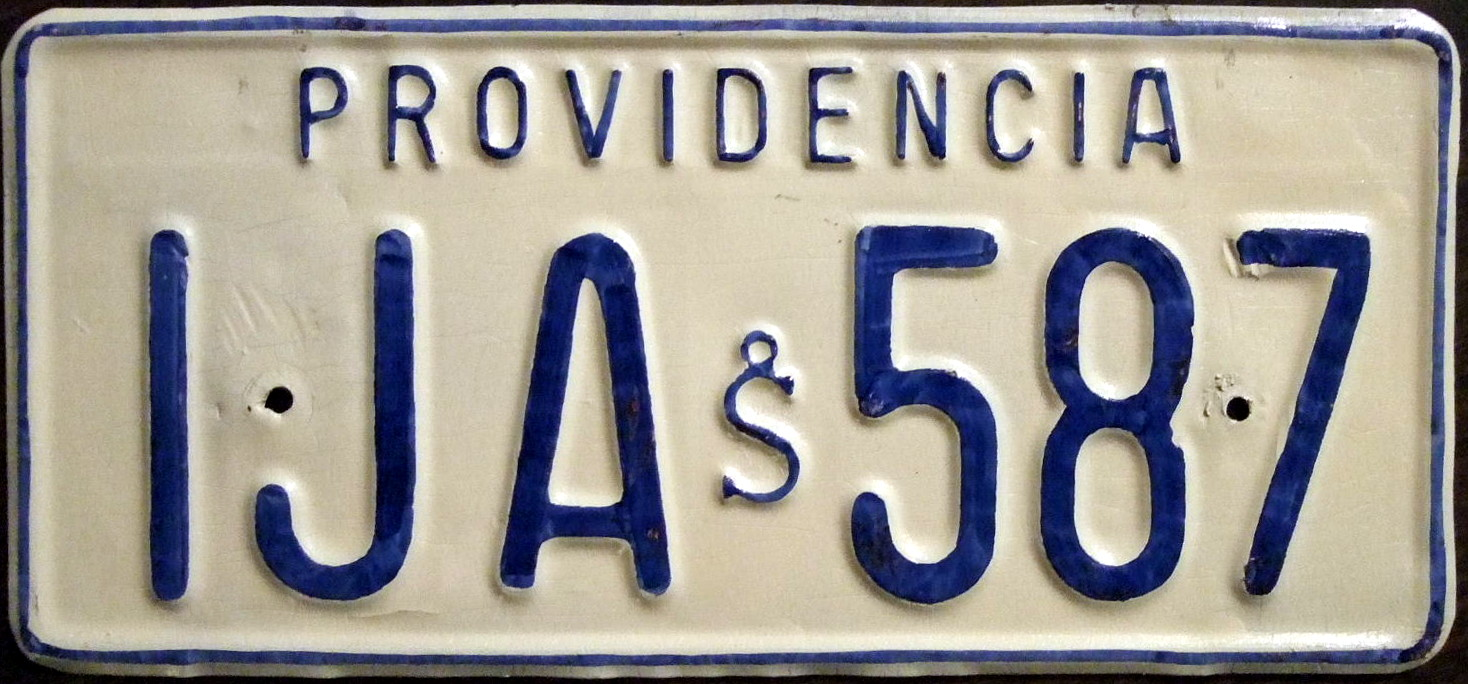
Plaque d'immatriculation chilienne des années 1980, ville de Providencia.

Le S̊ (en minuscule s̊), appelé s rond en chef, est une lettre latine utilisée dans la romanisation du mandchou d’Erich Haenisch (en). Elle est aussi utilisée par la Casa de Moneda (es) du Chili pour identifier toutes les pièces frappées par cette monnaie. La Casa de Moneda est également l'entité chargée de l'immatriculation des véhicules circulant au Chili, on le trouve également sur les plaques d'immatriculation des véhicules chiliens (es) durant les années 1960 à 1980. Il s’agit d’un s diacrité d’un rond en chef.

## Utilisation
Erich Haenisch (en) utilise S rond en chef ‹ s̊ › dans la translittération du mandchou.

## Représentations informatiques
Le s rond en chef peut être représenté avec les caractères Unicode suivants :
| Formes    | Représentations | Chaînes de caractères | Points de code | Descriptions                                       |
| --------- | --------------- | --------------------- | -------------- | -------------------------------------------------- |
| majuscule | S̊               | S◌̊                    | U+0053 U+030A  | lettre majuscule latine s diacritique rond en chef |
| minuscule | s̊               | s◌̊                    | U+0073 U+030A  | lettre minuscule latine s diacritique rond en chef |